# Сиджун
Сиджун — уезд (кун) в провинции Чагандо, Северная Корея. Уезд граничит с городом Канге, уездами Чанган на востоке, Манпхо на севере и западе, Вивон на юге. Ранее часть Канге, Суджин образовался в 1952 году в рамках общей реорганизации местного самоуправления.
Рельеф крутой и гористый, горы снижаются с востока (горы Каннам) к западу. Самой высокой точкой является Сирубон на юге уезда, 1355 м над уровнем моря. Река Чанджа течет через уезд на севере, после ряда резких поворотов впадая в Ялуцзян. Чанджа перегорожена плотиной, создавшей водохранилище.
В Сиджуне есть железные и автомобильные дороги, по автотрассе Сиджун связан с Манпхо. Водохранилище на реке Чанджа используется для судоходства и перевозки некоторых товаров. Экономика представлена сельским хозяйством и горнодобычей.